# シャイン・ラマス
シャイン・ラマス（Shayne Lamas、1985年11月6日 - ）は、アメリカ合衆国の女優。

## 出演作品
- アメリカン・パイパイ ようこそ美乳天国へ / Deep in the Valley
- Endless Bummer
- Monster Night